# Zdradzieckie serce (film 1947)
Zdradzieckie serce – polski średniometrażowy film fabularny zrealizowany w 1947 roku. Film nigdy nie wszedł na ekrany kin.
Scenariusz filmu został oparty na opowiadaniu Edgara Allana Poe pt. Zdradzieckie serce. Podczas kręcenia obrazu, na jego planie zmarł na zawał serca odtwórca jednej z głównych ról, Stanisław Grolicki.

## Galeria

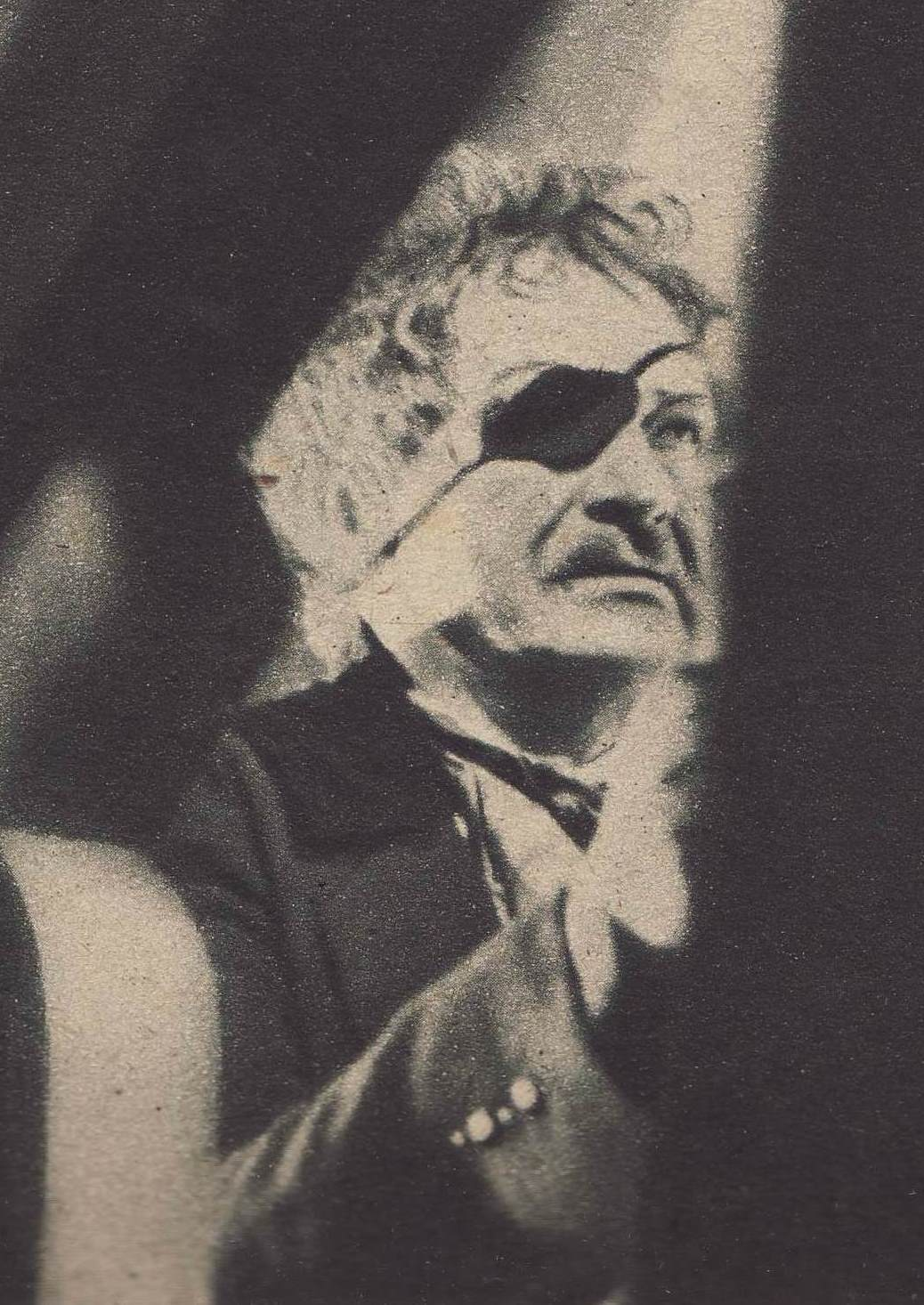
Stanisław Grolicki na planie filmu
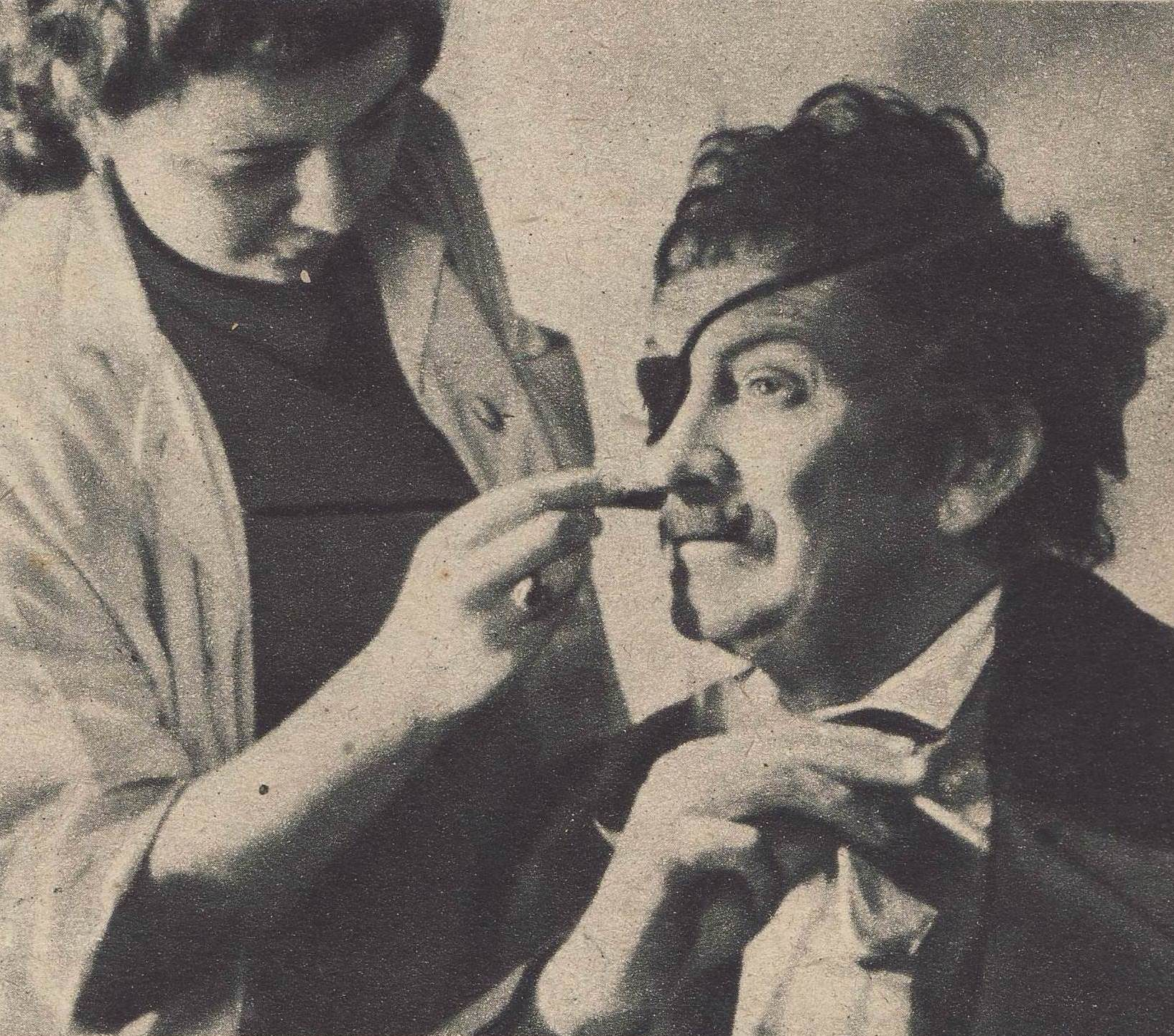
Stanisław Grolicki podczas przygotowań